# Bochan
Bochan (russisch Бо́хан) ist eine Siedlung (possjolok) in der Oblast Irkutsk in Russland mit 5169 Einwohnern (Stand 14. Oktober 2010).

## Geographie
Der Ort liegt etwa 100 km Luftlinie nordnordwestlich des Oblastverwaltungszentrums Irkutsk am rechten Angara-Nebenfluss Ida, etwa 30 km oberhalb der Mündung.
Bochan ist Verwaltungszentrum des Rajons Bochanski sowie Sitz und einzige Ortschaft des gleichnamigen munizipalen Gebildes (munizipalnoje obrasowanije) mit dem Status einer Landgemeinde (selskoje posselenije).

## Geschichte
Der Ort entstand um die Wende zum 17. Jahrhundert unter dem Namen Argachan, nach dem Namen des Gründers. 1902 erhielt es seine heutige Bezeichnung. In einem Gebiet mit vorwiegend burjatischer Bevölkerung gelegen, wurde Bochan am 9. Januar 1922 Verwaltungssitzes eines Aimaks (burjatische Bezeichnung für Rajon) der neu gebildeten Mongolisch-Burjatischen Autonomen Oblast, aus der 1923 die Burjatische ASSR hervorging. Die zugehörigen Gebiete nordwestlich des Baikalsees, darunter der Bochanski rajon, bildeten ab 26. September 1937 den Autonomen Kreis der Ust-Ordynsker Burjaten, der am 31. Dezember 2007 als Föderationssubjekt in der Oblast Irkutsk aufging, aber weiterhin einen besonderen Status besitzt. Von 1965 bis 1992 besaß Bochan den Status einer Siedlung städtischen Typs.

## Bevölkerungsentwicklung
| Jahr | Einwohner |
| ---- | --------- |
| 1939 | 2560      |
| 1959 | 3518      |
| 1970 | 4995      |
| 1979 | 4525      |
| 1989 | 5040      |
| 2002 | 5425      |
| 2010 | 5169      |

Anmerkung: Volkszählungsdaten

## Verkehr
Bochan liegt an der Regionalstraße 25N-012, die von Irkutsk kommend rechts der Angara verläuft, und von Bochan weiter in nördlicher Richtung über das nördlich benachbarte Rajonzentrum Ossa, bis sie 100 km nördlich, östlich von Balagansk die 25N-009 Salari – Schigalowo erreicht. Die Ida abwärts führt die 25N-005 nach Kamenka, wo die zum Bratsker Stausee angestaute Angara von einer Autofähre gequert wird; am jenseitigen Ufer befindet sich in Swirsk die nächstgelegene Bahnstation (nur Güterverkehr), der nächste Personenbahnhof 20 km weiter an der Transsibirischen Eisenbahn in Tscheremchowo, erreichbar über die 25N-029.